# Jan Nolte
Jan Nolte (nascido em 30 de dezembro de 1988) é um político alemão. Nascido em Bremen, ele representa a Alternativa para a Alemanha (AfD). Jan Nolte é membro do Bundestag do estado de Hesse desde 2017.

## Vida
Ele tornou-se membro do bundestag após as eleições federais alemãs de 2017. Ele é membro do comité de defesa.